# Corredor del desert

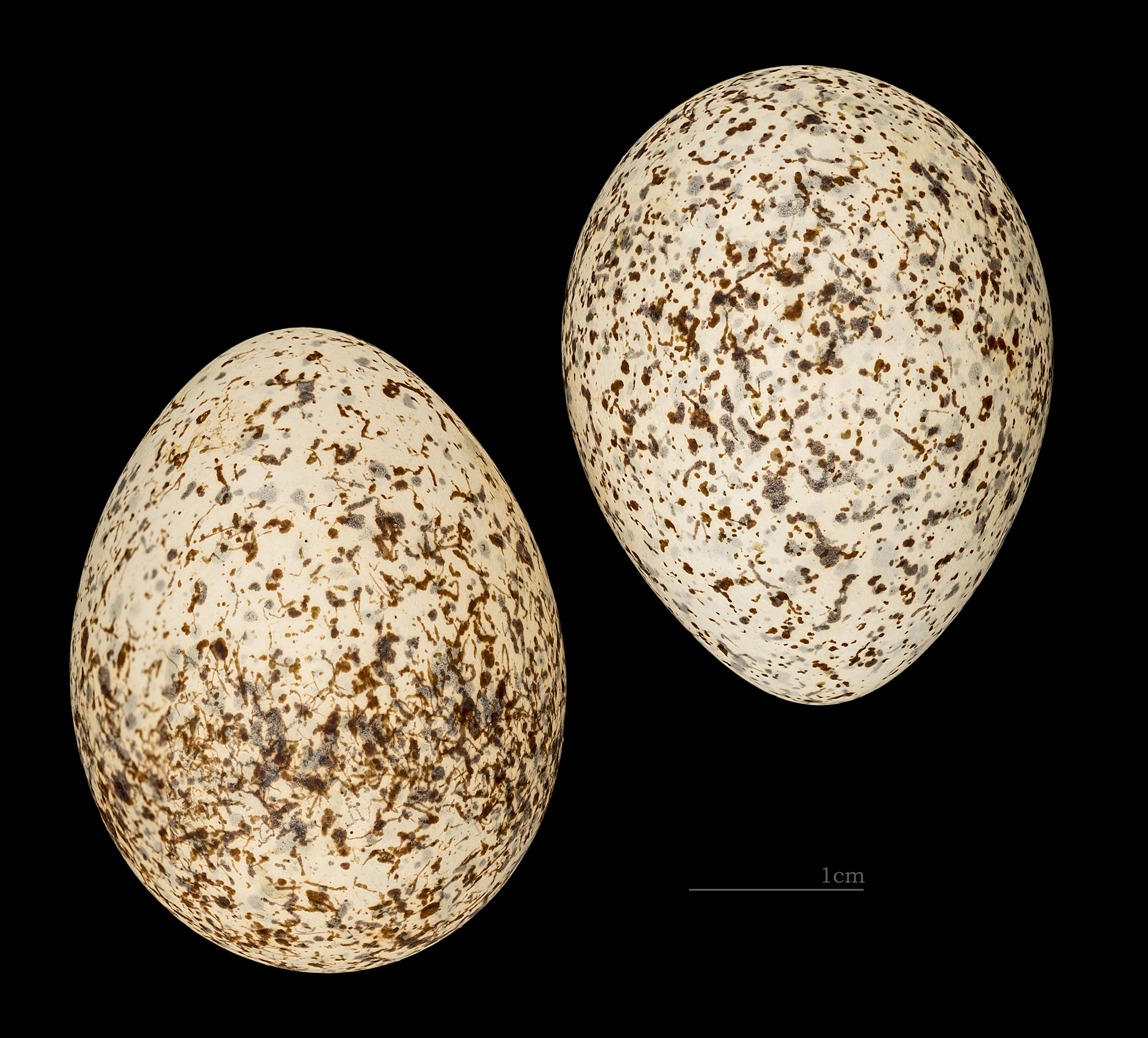
Cursorius cursor

El corredor del desert o corredor (Cursorius cursor) és una espècie d'ocell de la família dels glareòlids (Glareolidae) que habita deserts i planures de l'Àfrica nord-occidental, illes Canàries i Cap Verd, Península del Sinaí; Àfrica Subsahariana a Mauritània, Senegal, Gàmbia, centre del Sudan, Etiòpia, Djibuti, Somàlia, illa de Socotra; Àsia Occidental, a la Península Aràbiga, Orient Pròxim, l'Iraq, Iran i Turkmenistan.